# Вертково (городской округ Клин)

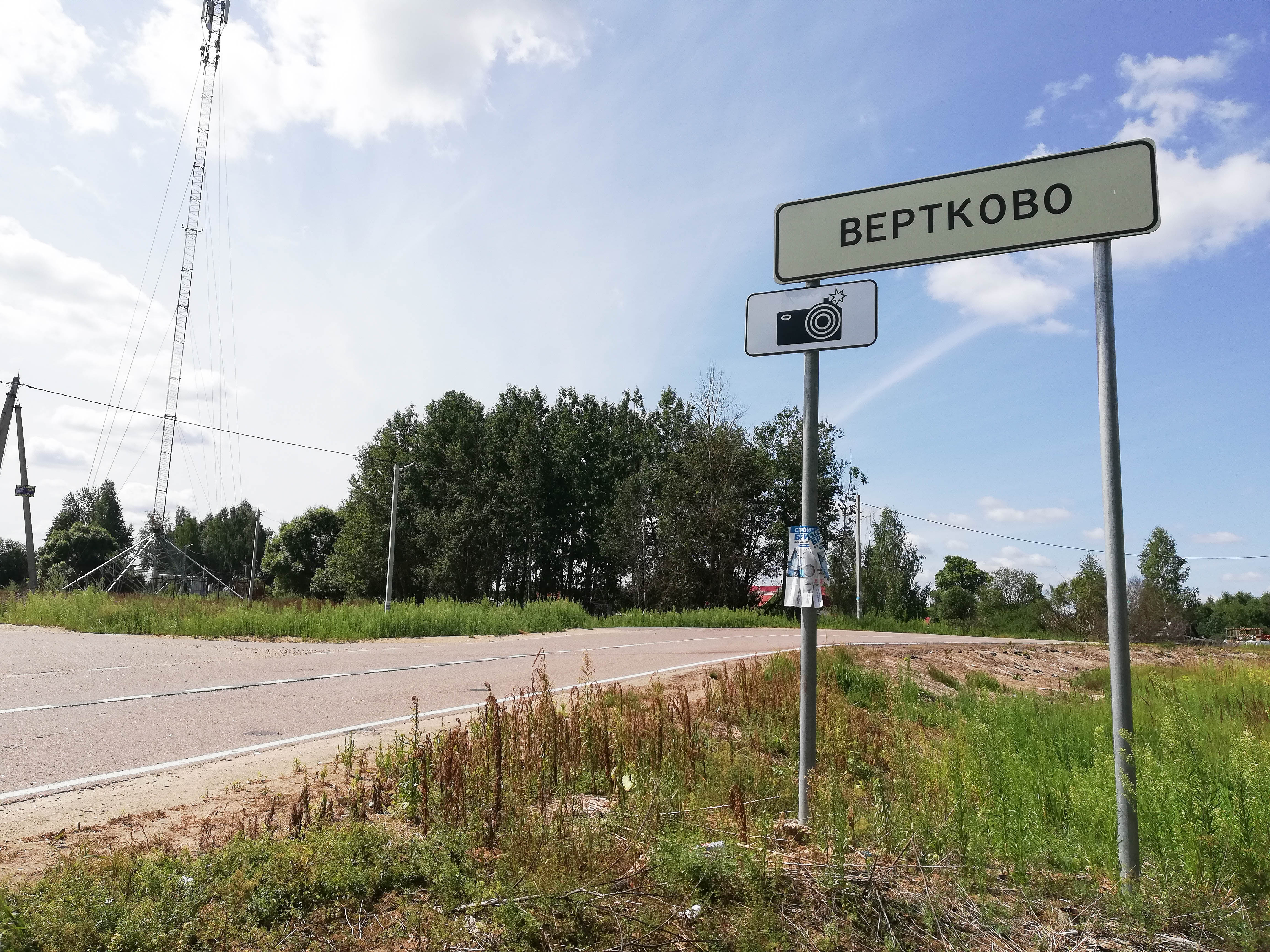
Указатель въезда в деревню

Вертково — деревня в Клинском районе Московской области, в составе Нудольского сельского поселения. Население — 81 чел. (2010).

## География
Деревня расположена на юго-западе района, на границе с Истринским районом, примерно в 30 км к юго-западу от райцентра — города Клина, на левом берегу реки Вельги (левый верхний приток реки Нудоли), высота центра над уровнем моря 223 м. Ближайшие населённые пункты — Покровское-Жуково в 0,5 км на восток и Кадниково в 1 км на запад. У северной окраины деревни проходит региональная автодорога 46К-9310 Павельцево — Нудоль.

## История
Деревня существует с 1630 года и сменила более пяти поколений жителей. В начале XVII века сельцо было одной из вотчин Ивана Сергеевича Золочевского, окольничего воеводы и посланника в Крыму и Польши. В период с октября по декабрь 1941 г. во время обороны Москвы была оккупирована Немецкими войсками, освобождена 16-й армией РККА в декабре 1941 г. Во время наступления красной армии СССР на немецких захватчиков в деревне работала артель по производству сапог для нужд армии, которые впоследствии доставляли лесной дорогой до платформы «Лесодолгоруково». В послевоенное время с 1950 года в деревне стремительно развилось сельское хозяйство, был организован колхоз «Крестьянский Путь» входивший в Нудольский сельсовет. В деревне находилось 4 фермы по производству молока с поголовьем КРС на 300 голов. Была оборудована школа, библиотека, сельский клуб, столовая, общественная баня для жителей и работников. Присутствовал комбикормовый завод, зерно-перерабатывающий цех, мастерская, шахта с водой и заправочная станция для тяжелой механизаторской техники. Кормовые угодья составляли порядка 20 гектар. Во время развала СССР колхоз утратил былую славу и в 2000-х годах разорился, перейдя в частные владения. В деревне имеется местный памятник былому трудолюбию советских людей — силосная кирпичная башня построенная в 1955 году. До 2006 года Вертково входило в состав Нудольского сельского округа

## Население
| 2002 | 2006 | 2010 |
| ---- | ---- | ---- |
| 97   | ↘90  | ↘81  |